# 권풍우
권풍우(勸豊祐, 809년 ~ 859년)은 823년부터 사망한 859년까지 제11대 남조국의 국왕이다. 전대 권리성의 아우이다.